# Kurt Augustinus Huber
Kurt Augustinus Huber (* 21. Juni 1912 in Altsattel, Österreich-Ungarn; † 5. Oktober 2005 in Bad Homburg) war ein deutscher römisch-katholischer Theologe und Priester.

## Leben
Nach der Matura am Gymnasium in Elbogen trat er in das Prämonstratenserstift Tepl ein und studierte Theologie in Prag, Leitmeritz und Salzburg, wo er 1935 zum Priester geweiht wurde. Er lehrte von 1954 bis 1978 Kirchengeschichte und Christliche Kunst an der PTH Königstein im Taunus.

## Schriften (Auswahl)
- Die Prämonstratenser. Verlag für Kunst und Wissenschaft, Baden-Baden 1955.
- Kirche und deutsche Einheit im 19. Jahrhundert. Ein Beitrag zur österreichisch-deutschen Kirchengeschichte (= Veröffentlichungen des Königsteiner Instituts für Kirchen- und Geistesgeschichte der Sudetenländer, Band 4). Königsteiner Institut für Kirchen- und Geistesgeschichte der Sudetenländer, Königstein im Taunus 1966.
- Sacrum Pragense millennium. 973–1973 (= Archiv für Kirchengeschichte von Böhmen, Mähren, Schlesien, Band 3). Institut für Kirchengeschichte von Böhmen-Mähren-Schlesien, Königstein im Taunus 1973.
- Eduard Schlusche (1894–1945). Ein christlicher Streiter in neuerer Zeit (= Institutum Bohemicum. Beiträge, Band 6). Ackermann-Gemeinde, München 1985.
- Festschrift zur zweiten Säkularfeier des Bistums Budweis 1785–1985 (= Archiv für Kirchengeschichte von Böhmen, Mähren, Schlesien, Band 7). Institut für Kirchengeschichte von Böhmen-Mähren-Schlesien, Königstein im Taunus 1985, ISBN 3-921344-12-3.